# Condado de Clay (Virgínia Ocidental)
O Condado de Clay é um dos 55 condados do estado norte-americano da Virgínia Ocidental. A sede do condado é Clay, que é também a sua maior cidade. O condado tem uma área de 891 km² (dos quais 3 km² estão cobertos por água), uma população de 10 330 habitantes, e uma densidade populacional de 12 hab/km² (segundo o censo nacional de 2000). O condado foi fundado em 1858 e recebeu o seu nome em homenagem ao político Henry Clay (1777-1852), Senador e Secretário de Estado dos Estados Unidos.

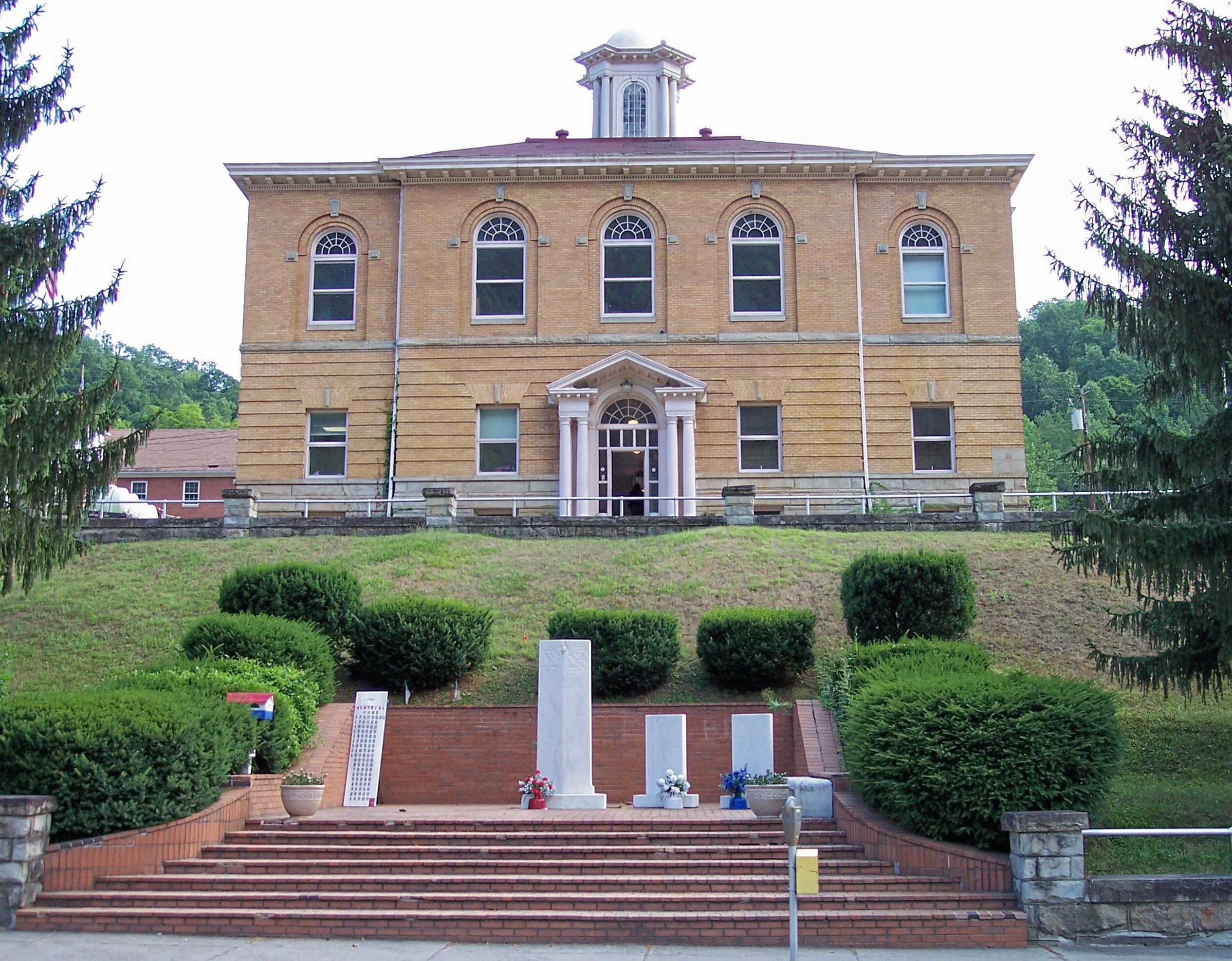
Antigo tribunal do condado de Clay em Clay, Virgínia Ocidental.